# Mascezel
Mascezel o Masceldelo (... – Milano, 398 circa) è stato un nobile e militare romano di epoca imperiale.
La sua guerra contro il fratello Gildone fu celebrata dal poeta Claudio Claudiano nel poema De Bello Gildonico.

## Biografia
Figlio dell'ufficiale moro Nubel, era fratello e sostenitore dell'usurpatore Firmo, che si era ribellato a Valentiniano I (372). Dopo la sconfitta di Firmo per mano di Flavio Teodosio, il potere era passato nelle mani dell'altro fratello di Mascezel, Gildone, il quale si era opposto a Firmo e agli altri fratelli alleandosi con Teodosio, ricevendo in cambio la provincia d'Africa che governò con una certa indipendenza.
Attorno al 397 Gildone, che dipendeva dalla corte occidentale ma che si era notevolmente avvicinato alla corte orientale, fu fatto nominare nemico dello stato da Stilicone, l'uomo forte dell'Impero romano d'Occidente. Mascezel entrò in contrasto con Gildone, forse in quanto non condivideva la sua politica o forse in quanto Gildone ne mise in pericolo la vita, e si rifugiò presso la corte imperiale: Gildone reagì facendo catturare due figli di Mascezel, che servivano nell'esercito, e li mise a morte senza dar loro sepoltura.
Stilicone affidò a Mascezel, che aveva dimostrato le proprie capacità militari durante la rivolta di Firmo, un piccolo esercito per riconquistare l'Africa. 
Salpato da Pisa, raggiunse un cenobio su Capraia e lì pregò e digiunò per giorni: tra coloro che lo seguivano erano anche diversi monaci, Mascezel sbarcò in Africa e marciò in un luogo tra Tebaste e Metridera, dove affrontò Gildone, che aveva raccolto 70.000 uomini, per metà Romani ribelli e per metà raggruppamento di truppe africane. Mascezel diede battaglia e la vinse, malgrado l'inferiorità numerica.
Secondo una tradizione, prima della battaglia Mascezel ebbe una visione in cui Ambrogio da Milano gli annunciava la vittoria, il luogo e l'ora esatti dove dare battaglia. La notte del terzo giorno dopo la visione Mascezel la passò a pregare, a cantare gli inni sacri, a partecipare alla messa e a comunicarsi, poi diede battaglia. Mascezel avanzò indirizzando inviti alla pace ai suoi nemici, ma un portainsegne lo colpì e Mascezel reagì ferendolo: il portainsegne abbassò l'insegna e questo gesto fu interpretato come una resa dai Romani di Gildone, che passarono a Mascezel, e dagli Africani, che fuggirono abbandonando Gildone.
Dopo la morte di Gildone, suicidatosi o giustiziato dopo un fallito tentativo di raggiungere Costantinopoli, Mascezel fu accolto trionfalmente da Stilicone, ma fu fatto uccidere da questi, i cui uomini, una volta che a Milano Mascezel stava attraversando un ponte a cavallo, lo spinsero nel fiume come per un incidente e lo affogarono. Secondo Paolo Orosio, la morte fu una punizione divina dovuta all'abbandono da parte di Mascezel, nel momento del trionfo, dei monaci che aveva imbarcato a Caprera.